# Nikolauskirche (Kirchbracht)

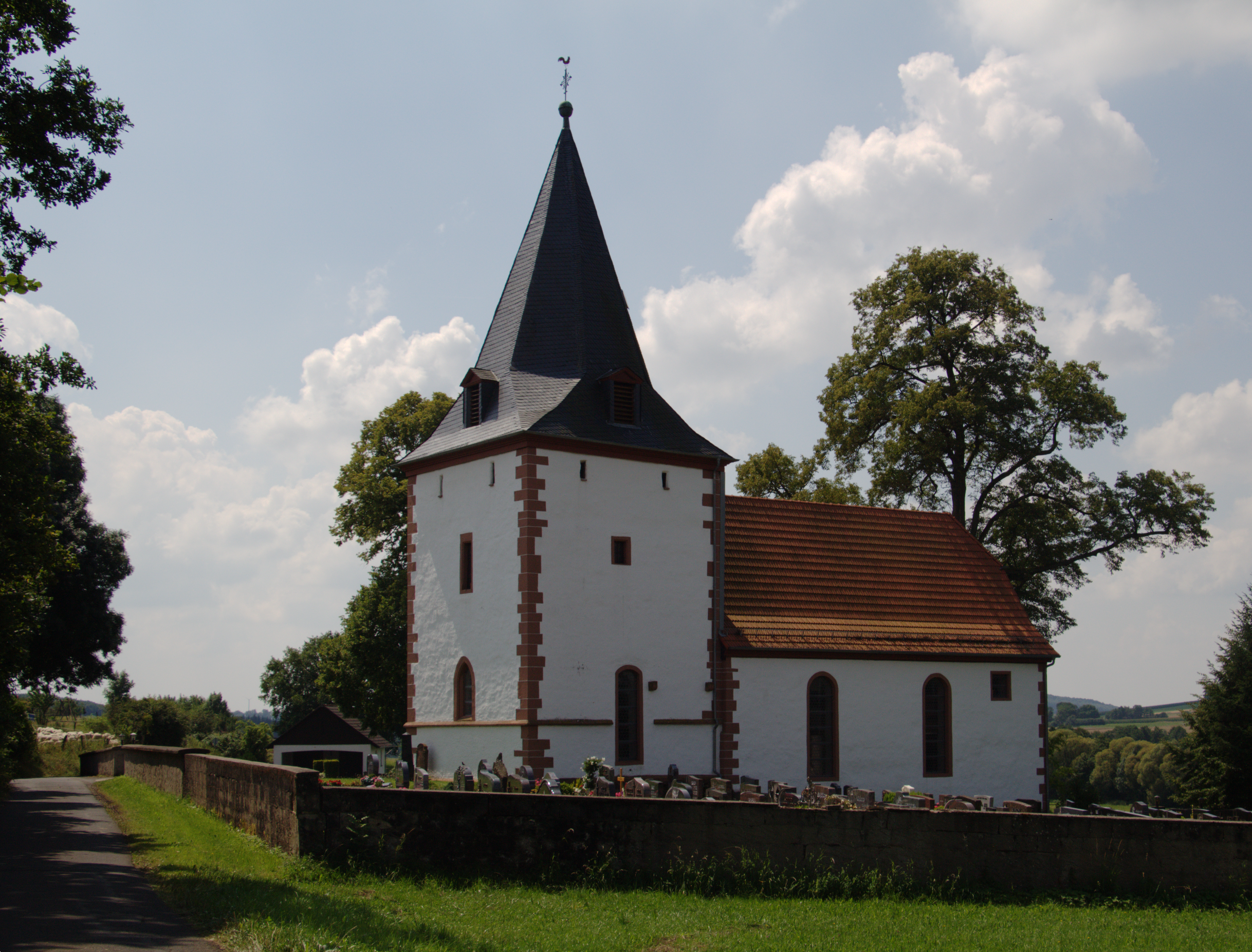
Nikolauskirche

Die evangelische Nikolauskirche ist ein denkmalgeschütztes Kirchengebäude, das außerhalb von Kirchbracht steht, einem Ortsteil der Gemeinde Birstein im Main-Kinzig-Kreis in Hessen. Die Kirchengemeinde gehört zum Kirchenkreis Kinzigtal im Sprengel Hanau-Hersfeld der Evangelischen Kirche von Kurhessen-Waldeck.

## Beschreibung
Der Chorturm im Osten stammt aus der 1. Hälfte des 15. Jahrhunderts. Nach den Schießscharten zu beurteilen, gehörte er früher zu einer Wehrkirche. Das Kirchenschiff im Westen wurde 1590 erneuert. Zu dieser Zeit wurde dem Chorturm ein achtseitiger schiefergedeckter spitzer Helm mit vier Dachgauben aufgesetzt. 
Der Chor ist mit einem Kreuzrippengewölbe auf Konsolen, das Kirchenschiff mit einer Flachdecke überspannt. Die Emporen wurden in der ersten Hälfte des 18. Jahrhunderts in an drei Seiten in das Kirchenschiff eingebaut. Auf der vierten Empore steht die Orgel, die 2014 von Dieter Noeske gebaut wurde. Sie hat 12 Register auf einem Manual und Pedal.